# Ellen King
Ellen King (n. 16 ianuarie 1909, Renfrew⁠(d), Scoția, Regatul Unit al Marii Britanii și Irlandei – d. 3 februarie 1994, Parkgate⁠(d), Cheshire West and Chester⁠(d), Anglia, Regatul Unit) a fost o înotătoare ce a reprezentat Regatul Unit al Marii Britanii și al Irlandei de Nord, medaliată olimpică. A participat la 2 ediții ale Jocurilor Olimpice (1924, 1928) în care a câștigat 3 medalii de argint.